# Serica lupina
Serica lupina är en skalbaggsart som beskrevs av Gilbert John Arrow 1945. Serica lupina ingår i släktet Serica och familjen Melolonthidae. Inga underarter finns listade i Catalogue of Life.